# Världsmästerskapen i beachvolleyboll 2022 (herrar)
Herrarnas turnering vid Världsmästerskapen i beachvolleyboll 2022 hölls 10 till 19 juni 2022. Anders Mol och Christian Sørum, Norge, blev världsmästare för första gången genom att besegra Renato Carvalho och Vitor Felipe, Brasilien i finalen. André Stein och George Wanderley, Brasilien tog brons

## Kval
Totalt 48 lag kvalificerade för turneringen.

## Spelkalender
Lagen delades upp i tolv grupper om fyra lag. De två första lagen och de fyra bästa treorna gick direkt vidare till sextondelsfinal. Övriga treor spelade lucky loser mot varandra om de kvarvarande fyra platserna i sextondelsfinalerna. Slutspelet avgjordes genom en direkt avgörande match i varje runda.
| G | Gruppspel | LL | Lucky losers-möten | 1⁄16 | Sextondelsfinal | 1⁄8 | Åttondelsfinal | 1⁄4 | Kvartsfinaler | 1⁄2 | Semifinaler | B | Match om tredjepris | F | Final |

| Fre 10 | Lör 11 | Sön 12 | Mån 13 | Tis 14 | Ons 15 | Tor 16 | Fre 17 | Lör 18 | Sön 19 | Sön 19 |
| ------ | ------ | ------ | ------ | ------ | ------ | ------ | ------ | ------ | ------ | ------ |
| G      | G      | G      | G      | LL     | 1⁄16   | 1⁄8    | 1⁄4    | 1⁄2    | B      | F      |

## Förrundan
Lottning hölls 21 maj 2022. Om två lag fick lika många poäng i gruppspelet används först set- och sedam bollpoängskvot för att avgöras deras placering. Om tre lag fick samma poäng användes inbördes möten.
Alla tider är lokala (UTC+2).

### Grupp A
| Pos | Lag                           | M | V | F | P | SV | SF | SK    | BV  | BF  | BK    | Kvalificering    |
| --- | ----------------------------- | - | - | - | - | -- | -- | ----- | --- | --- | ----- | ---------------- |
| 1   | Carambula – Rossi             | 3 | 3 | 0 | 6 | 6  | 1  | 6,000 | 142 | 117 | 1,214 | Sextondelsfinal  |
| 2   | Bruno Schmidt – Saymon        | 3 | 2 | 1 | 5 | 5  | 2  | 2,500 | 140 | 124 | 1,129 | Sextondelsfinal  |
| 3   | N. Capogrosso – T. Capogrosso | 3 | 1 | 2 | 4 | 2  | 4  | 0,500 | 102 | 111 | 0,919 | Lucky loser-möte |
| 4   | Jawo – Jarra                  | 3 | 0 | 3 | 3 | 0  | 6  | 0,000 | 94  | 126 | 0,746 |                  |

| 10 juni 2022 17:00 | Bruno Schmidt – Saymon | 2–0 | N. Capogrosso – T. Capogrosso | Court 3 Domare: Carlos Rivera (PUR), Giuseppe Curto (ITA) Rapport: http://www.fivb.org/vis2009/getdocument.asmx?no=256508295 |
| 10 juni 2022 17:00 | (21–16, 21–16)         |     |                               | Court 3 Domare: Carlos Rivera (PUR), Giuseppe Curto (ITA) Rapport: http://www.fivb.org/vis2009/getdocument.asmx?no=256508295 |

| 10 juni 2022 19:00 | Carambula – Rossi | 2–0 | Jawo – Jarra | Center court Domare: Osvaldo Sumavil (ARG), Vincent Roche (FRA) Rapport: http://www.fivb.org/vis2009/getdocument.asmx?no=256508356 |
| 10 juni 2022 19:00 | (21–18, 21–15)    |     |              | Center court Domare: Osvaldo Sumavil (ARG), Vincent Roche (FRA) Rapport: http://www.fivb.org/vis2009/getdocument.asmx?no=256508356 |

| 11 juni 2022 19:00 | Bruno Schmidt – Saymon | 2–0 | Jawo – Jarra | Court 2 Domare: Vincent Roche (FRA), Rui Carvalho (POR) Rapport: http://www.fivb.org/vis2009/getdocument.asmx?no=256508943 |
| 11 juni 2022 19:00 | (21–18, 21–17)         |     |              | Court 2 Domare: Vincent Roche (FRA), Rui Carvalho (POR) Rapport: http://www.fivb.org/vis2009/getdocument.asmx?no=256508943 |

| 11 juni 2022 21:00 | Carambula – Rossi | 2–0 | N. Capogrosso – T. Capogrosso | Center court Domare: Rui Carvalho (POR), Brigham Beatie (USA) Rapport: http://www.fivb.org/vis2009/getdocument.asmx?no=256508996 |
| 11 juni 2022 21:00 | (21–18, 22–20)    |     |                               | Center court Domare: Rui Carvalho (POR), Brigham Beatie (USA) Rapport: http://www.fivb.org/vis2009/getdocument.asmx?no=256508996 |

| 13 juni 2022 16:00 | Carambula – Rossi     | 2–1 | Bruno Schmidt – Saymon | Center court Domare: Nina Hobi (AUT), Brigham Beatie (USA) Rapport: http://www.fivb.org/vis2009/getdocument.asmx?no=256509496 |
| 13 juni 2022 16:00 | (18–21, 21–19, 18–16) |     |                        | Center court Domare: Nina Hobi (AUT), Brigham Beatie (USA) Rapport: http://www.fivb.org/vis2009/getdocument.asmx?no=256509496 |

| 13 juni 2022 16:00 | N. Capogrosso – T. Capogrosso | 2–0 | Jawo – Jarra | Court 2 Domare: Carlos Rivera (PUR), Vincent Roche (FRA) Rapport: http://www.fivb.org/vis2009/getdocument.asmx?no=256509485 |
| 13 juni 2022 16:00 | (21–12, 21–14)                |     |              | Court 2 Domare: Carlos Rivera (PUR), Vincent Roche (FRA) Rapport: http://www.fivb.org/vis2009/getdocument.asmx?no=256509485 |

### Grupp B
| Pos | Lag                       | M | V | F | P | SV | SF | SK    | BV  | BF  | BK    | Kvalificering    |
| --- | ------------------------- | - | - | - | - | -- | -- | ----- | --- | --- | ----- | ---------------- |
| 1   | Lupo – Ranghieri          | 3 | 2 | 1 | 5 | 5  | 3  | 1,667 | 158 | 148 | 1,068 | Sextondelsfinal  |
| 2   | Varenhorst – Van de Velde | 3 | 2 | 1 | 5 | 5  | 3  | 1,667 | 142 | 134 | 1,060 | Sextondelsfinal  |
| 3   | Schachter – Dearing       | 3 | 1 | 2 | 4 | 3  | 5  | 0,600 | 141 | 148 | 0,953 | Lucky loser-möte |
| 4   | Bryl – Łosiak             | 3 | 1 | 2 | 4 | 2  | 4  | 0,500 | 124 | 135 | 0,919 |                  |

1. ↑  Varenhorst och Van de Velde ersatte Paul Akan och Samuel Essilfie som drog sig ur.'"`UNIQ--ref-00000004-QINU`"'

| 10 juni 2022 18:00 | Bryl – Łosiak  | 0–2 | Varenhorst – Van de Velde | Court 3 Domare: Amantino Giseli (BRA), Charalampos Papadogoulas (GRE) Rapport: http://www.fivb.org/vis2009/getdocument.asmx?no=256508336 |
| 10 juni 2022 18:00 | (21–23, 13–21) |     |                           | Court 3 Domare: Amantino Giseli (BRA), Charalampos Papadogoulas (GRE) Rapport: http://www.fivb.org/vis2009/getdocument.asmx?no=256508336 |

| 10 juni 2022 20:00 | Lupo – Ranghieri      | 2–1 | Schachter – Dearing | Center court Domare: Robert Leko (SRB), Maarten Ghysel (BEL) Rapport: http://www.fivb.org/vis2009/getdocument.asmx?no=256508411 |
| 10 juni 2022 20:00 | (20–22, 21–18, 15–12) |     |                     | Center court Domare: Robert Leko (SRB), Maarten Ghysel (BEL) Rapport: http://www.fivb.org/vis2009/getdocument.asmx?no=256508411 |

| 11 juni 2022 19:00 | Bryl – Łosiak  | 2–0 | Schachter – Dearing | Court 3 Domare: Davide Crescentini (ITA), Maarten Ghysel (BEL) Rapport: http://www.fivb.org/vis2009/getdocument.asmx?no=256508951 |
| 11 juni 2022 19:00 | (25–23, 21–19) |     |                     | Court 3 Domare: Davide Crescentini (ITA), Maarten Ghysel (BEL) Rapport: http://www.fivb.org/vis2009/getdocument.asmx?no=256508951 |

| 11 juni 2022 22:00 | Lupo – Ranghieri      | 1–2 | Varenhorst – Van de Velde | Center court Domare: Carlos Rivera (PUR), Giseli Amantino (BRA) Rapport: http://www.fivb.org/vis2009/getdocument.asmx?no=256509010 |
| 11 juni 2022 22:00 | (21–16, 20–22, 12–15) |     |                           | Center court Domare: Carlos Rivera (PUR), Giseli Amantino (BRA) Rapport: http://www.fivb.org/vis2009/getdocument.asmx?no=256509010 |

| 13 juni 2022 12:00 | Bryl – Łosiak  | 0–2 | Lupo – Ranghieri | Center court Domare: Brigham Beatie (USA), Giovanni Bake (RSA) Rapport: http://www.fivb.org/vis2009/getdocument.asmx?no=256509436 |
| 13 juni 2022 12:00 | (26–28, 18–21) |     |                  | Center court Domare: Brigham Beatie (USA), Giovanni Bake (RSA) Rapport: http://www.fivb.org/vis2009/getdocument.asmx?no=256509436 |

| 13 juni 2022 12:00 | Schachter – Dearing  | 2–1 | Varenhorst – Van de Velde | Court 2 Domare: Juan Saavedra (COL), Giuseppe Curto (ITA) Rapport: http://www.fivb.org/vis2009/getdocument.asmx?no=256509432 |
| 13 juni 2022 12:00 | (21–16, 11–21, 15–9) |     |                           | Court 2 Domare: Juan Saavedra (COL), Giuseppe Curto (ITA) Rapport: http://www.fivb.org/vis2009/getdocument.asmx?no=256509432 |

### Grupp C
| Pos | Lag                  | M | V | F | P | SV | SF | SK    | BV  | BF  | BK    | Kvalificering    |
| --- | -------------------- | - | - | - | - | -- | -- | ----- | --- | --- | ----- | ---------------- |
| 1   | Nõlvak – Tiisaar     | 3 | 3 | 0 | 6 | 6  | 2  | 3,000 | 150 | 127 | 1,181 | Sextondelsfinal  |
| 2   | Brouwer – Meeuwsen   | 3 | 2 | 1 | 5 | 5  | 2  | 2,500 | 133 | 96  | 1,385 | Sextondelsfinal  |
| 3   | Virgen – Sarabia     | 3 | 1 | 2 | 4 | 3  | 4  | 0,750 | 119 | 134 | 0,888 | Lucky loser-möte |
| 4   | Abicha – El Gharouti | 3 | 0 | 3 | 3 | 0  | 6  | 0,000 | 81  | 126 | 0,643 |                  |

| 10 juni 2022 09:00 | Brouwer – Meeuwsen | 2–0 | Abicha – El Gharouti | Court 3 Domare: Giovanni Bake (RSA), Carlos Rivera (PUR) Rapport: http://www.fivb.org/vis2009/getdocument.asmx?no=256507990 |
| 10 juni 2022 09:00 | (21–11, 21–9)      |     |                      | Court 3 Domare: Giovanni Bake (RSA), Carlos Rivera (PUR) Rapport: http://www.fivb.org/vis2009/getdocument.asmx?no=256507990 |

| 10 juni 2022 10:00 | Nõlvak – Tiisaar      | 2–1 | Virgen – Sarabia | Court 3 Domare: Osvaldo Sumavil (ARG), Rui Carvalho (POR) Rapport: http://www.fivb.org/vis2009/getdocument.asmx?no=256508007 |
| 10 juni 2022 10:00 | (21–12, 24–26, 15–11) |     |                  | Court 3 Domare: Osvaldo Sumavil (ARG), Rui Carvalho (POR) Rapport: http://www.fivb.org/vis2009/getdocument.asmx?no=256508007 |

| 11 juni 2022 11:00 | Brouwer – Meeuwsen | 2–0 | Virgen – Sarabia | Court 3 Domare: Carlos Rivera (PUR), Giseli Amantino (BRA) Rapport: http://www.fivb.org/vis2009/getdocument.asmx?no=256508594 |
| 11 juni 2022 11:00 | (21–13, 21–15)     |     |                  | Court 3 Domare: Carlos Rivera (PUR), Giseli Amantino (BRA) Rapport: http://www.fivb.org/vis2009/getdocument.asmx?no=256508594 |

| 11 juni 2022 11:00 | Nõlvak – Tiisaar | 2–0 | Abicha – El Gharouti | Court 2 Domare: Robert Leko (SRB), Vincent Roche (FRA) Rapport: http://www.fivb.org/vis2009/getdocument.asmx?no=256508581 |
| 11 juni 2022 11:00 | (21–13, 21–16)   |     |                      | Court 2 Domare: Robert Leko (SRB), Vincent Roche (FRA) Rapport: http://www.fivb.org/vis2009/getdocument.asmx?no=256508581 |

| 13 juni 2022 09:00 | Brouwer – Meeuwsen    | 1–2 | Nõlvak – Tiisaar | Court 2 Domare: Vincent Roche (FRA), Juan Saavedra (COL) Rapport: http://www.fivb.org/vis2009/getdocument.asmx?no=256509378 |
| 13 juni 2022 09:00 | (16–21, 21–12, 12–15) |     |                  | Court 2 Domare: Vincent Roche (FRA), Juan Saavedra (COL) Rapport: http://www.fivb.org/vis2009/getdocument.asmx?no=256509378 |

| 13 juni 2022 09:00 | Virgen – Sarabia | 2–0 | Abicha – El Gharouti | Court 3 Domare: Davide Crescentini (ITA), Robert Leko(SRB) Rapport: http://www.fivb.org/vis2009/getdocument.asmx?no=256509376 |
| 13 juni 2022 09:00 | (21–17, 21–15)   |     |                      | Court 3 Domare: Davide Crescentini (ITA), Robert Leko(SRB) Rapport: http://www.fivb.org/vis2009/getdocument.asmx?no=256509376 |

### Grupp D
| Pos | Lag                 | M | V | F | P | SV | SF | SK    | BV  | BF  | BK    | Kvalificering    |
| --- | ------------------- | - | - | - | - | -- | -- | ----- | --- | --- | ----- | ---------------- |
| 1   | Cherif – Ahmed      | 3 | 3 | 0 | 6 | 6  | 0  | MAX   | 126 | 87  | 1,448 | Sextondelsfinal  |
| 2   | Sander – Crabb      | 3 | 2 | 1 | 5 | 4  | 3  | 1,333 | 127 | 132 | 0,962 | Sextondelsfinal  |
| 3   | Krou – Gauthier-Rat | 3 | 1 | 2 | 4 | 3  | 4  | 0,750 | 128 | 127 | 1,008 | Lucky loser-möte |
| 4   | Gonzalo – Roger     | 3 | 0 | 3 | 3 | 0  | 6  | 0,000 | 91  | 126 | 0,722 |                  |

| 10 juni 2022 11:00 | Cherif – Ahmed | 2–0 | Gonzalo – Roger | Court 3 Domare: Charalampos Papadogoulas (GRE), Giovanni Bake (RSA) Rapport: http://www.fivb.org/vis2009/getdocument.asmx?no=256508057 |
| 10 juni 2022 11:00 | (21–13, 21–12) |     |                 | Court 3 Domare: Charalampos Papadogoulas (GRE), Giovanni Bake (RSA) Rapport: http://www.fivb.org/vis2009/getdocument.asmx?no=256508057 |

| 10 juni 2022 12:00 | Krou – Gauthier-Rat   | 1–2 | Sander – Crabb | Center court Domare: Maarten Ghysel (BEL), Davide Crescentini (ITA) Rapport: http://www.fivb.org/vis2009/getdocument.asmx?no=256508095 |
| 10 juni 2022 12:00 | (18–21, 22–20, 13–15) |     |                | Center court Domare: Maarten Ghysel (BEL), Davide Crescentini (ITA) Rapport: http://www.fivb.org/vis2009/getdocument.asmx?no=256508095 |

| 11 juni 2022 12:00 | Cherif – Ahmed | 2–0 | Sander – Crabb | Center court Domare: Davide Crescentini (ITA), Agnieszka Myszkowska (POL) Rapport: http://www.fivb.org/vis2009/getdocument.asmx?no=256508637 |
| 11 juni 2022 12:00 | (21–14, 21–15) |     |                | Center court Domare: Davide Crescentini (ITA), Agnieszka Myszkowska (POL) Rapport: http://www.fivb.org/vis2009/getdocument.asmx?no=256508637 |

| 11 juni 2022 12:00 | Krou – Gauthier-Rat | 2–0 | Gonzalo – Roger | Court 2 Domare: Rui Carvalho (POR), Osvaldo Sumavil (ARG) Rapport: http://www.fivb.org/vis2009/getdocument.asmx?no=256508628 |
| 11 juni 2022 12:00 | (21–13, 21–16)      |     |                 | Court 2 Domare: Rui Carvalho (POR), Osvaldo Sumavil (ARG) Rapport: http://www.fivb.org/vis2009/getdocument.asmx?no=256508628 |

| 13 juni 2022 14:00 | Cherif – Ahmed | 2–0 | Krou – Gauthier-Rat | Center court Domare: Giovanni Bake (RSA), Nina Hobi (AUT) Rapport: http://www.fivb.org/vis2009/getdocument.asmx?no=256509468 |
| 13 juni 2022 14:00 | (21–17, 21–16) |     |                     | Center court Domare: Giovanni Bake (RSA), Nina Hobi (AUT) Rapport: http://www.fivb.org/vis2009/getdocument.asmx?no=256509468 |

| 13 juni 2022 14:00 | Sander – Crabb | 2–0 | Gonzalo – Roger | Court 2 Domare: Vincent Roche (FRA), Juan Saavedra (COL) Rapport: http://www.fivb.org/vis2009/getdocument.asmx?no=256509464 |
| 13 juni 2022 14:00 | (21–19, 21–18) |     |                 | Court 2 Domare: Vincent Roche (FRA), Juan Saavedra (COL) Rapport: http://www.fivb.org/vis2009/getdocument.asmx?no=256509464 |

### Grupp E
| Pos | Lag                 | M | V | F | P | SV | SF | SK    | BV  | BF  | BK    | Kvalificering    |
| --- | ------------------- | - | - | - | - | -- | -- | ----- | --- | --- | ----- | ---------------- |
| 1   | André – George      | 3 | 3 | 0 | 6 | 6  | 2  | 3,000 | 155 | 130 | 1,192 | Sextondelsfinal  |
| 2   | Samoilovs – Šmēdiņš | 3 | 2 | 1 | 5 | 4  | 3  | 1,333 | 131 | 127 | 1,031 | Sextondelsfinal  |
| 3   | Huber – Dressler    | 3 | 1 | 2 | 4 | 3  | 4  | 0,750 | 129 | 130 | 0,992 | Lucky loser-möte |
| 4   | Salemi – Vakili     | 3 | 0 | 3 | 3 | 2  | 6  | 0,333 | 127 | 155 | 0,819 |                  |

| 10 juni 2022 15:00 | André – George        | 2–1 | Salemi – Vakili | Court 3 Domare: Giuseppe Curto (ITA), Rui Carvalho (POR) Rapport: http://www.fivb.org/vis2009/getdocument.asmx?no=256508238 |
| 10 juni 2022 15:00 | (19–21, 21–14, 15–10) |     |                 | Court 3 Domare: Giuseppe Curto (ITA), Rui Carvalho (POR) Rapport: http://www.fivb.org/vis2009/getdocument.asmx?no=256508238 |

| 10 juni 2022 16:00 | Samoilovs – Šmēdiņš | 2–0 | Huber – Dressler | Court 3 Domare: Charalampos Papadogoulas (GRE), Giovanni Bake (RSA) Rapport: http://www.fivb.org/vis2009/getdocument.asmx?no=256508263 |
| 10 juni 2022 16:00 | (21–17, 21–16)      |     |                  | Court 3 Domare: Charalampos Papadogoulas (GRE), Giovanni Bake (RSA) Rapport: http://www.fivb.org/vis2009/getdocument.asmx?no=256508263 |

| 11 juni 2022 14:00 | André – George        | 2–1 | Huber – Dressler | Center court Domare: Agnieszka Myszkowska (POL), Giovanni Bake (RSA) Rapport: http://www.fivb.org/vis2009/getdocument.asmx?no=256508728 |
| 11 juni 2022 14:00 | (22–20, 21–23, 15–11) |     |                  | Center court Domare: Agnieszka Myszkowska (POL), Giovanni Bake (RSA) Rapport: http://www.fivb.org/vis2009/getdocument.asmx?no=256508728 |

| 11 juni 2022 14:00 | Samoilovs – Šmēdiņš | 2–1 | Salemi – Vakili | Court 2 Domare: Vincent Roche (FRA), Rui Carvalho (POR) Rapport: http://www.fivb.org/vis2009/getdocument.asmx?no=256508723 |
| 11 juni 2022 14:00 | 22–24, 21–15, 15–13 |     |                 | Court 2 Domare: Vincent Roche (FRA), Rui Carvalho (POR) Rapport: http://www.fivb.org/vis2009/getdocument.asmx?no=256508723 |

| 13 juni 2022 15:00 | André – George | 2–0 | Samoilovs – Šmēdiņš | Center court Domare: Maarten Ghysel (BEL), Agnieszka Myszkowska (POL) Rapport: http://www.fivb.org/vis2009/getdocument.asmx?no=256509481 |
| 13 juni 2022 15:00 | (21–15, 21–16) |     |                     | Center court Domare: Maarten Ghysel (BEL), Agnieszka Myszkowska (POL) Rapport: http://www.fivb.org/vis2009/getdocument.asmx?no=256509481 |

| 13 juni 2022 15:00 | Huber – Dressler | 2–0 | Salemi – Vakili | Court 2 Domare: Giuseppe Curto (ITA), Giseli Amantino (BRA) Rapport: http://www.fivb.org/vis2009/getdocument.asmx?no=256509477 |
| 13 juni 2022 15:00 | (21–14, 21–16)   |     |                 | Court 2 Domare: Giuseppe Curto (ITA), Giseli Amantino (BRA) Rapport: http://www.fivb.org/vis2009/getdocument.asmx?no=256509477 |

### Grupp F
| Pos | Lag                 | M | V | F | P | SV | SF | SK    | BV  | BF  | BK    | Kvalificering   |
| --- | ------------------- | - | - | - | - | -- | -- | ----- | --- | --- | ----- | --------------- |
| 1   | Perušič – Schweiner | 3 | 3 | 0 | 6 | 6  | 1  | 6,000 | 138 | 101 | 1,366 | Sextondelsfinal |
| 2   | Berntsen – H. Mol   | 3 | 2 | 1 | 5 | 4  | 3  | 1,333 | 129 | 129 | 1,000 | Sextondelsfinal |
| 3   | Schalk – Brunner    | 3 | 1 | 2 | 4 | 4  | 4  | 1,000 | 138 | 138 | 1,000 | Sextondelsfinal |
| 4   | Martinho – Monjane  | 3 | 0 | 3 | 3 | 0  | 6  | 0,000 | 89  | 126 | 0,706 |                 |

| 10 juni 2022 13:00 | Perušič – Schweiner | 2–0 | Martinho – Monjane | Court 3 Domare: Rui Carvalho (POR), Charalampos Papadogoulas (GRE) Rapport: http://www.fivb.org/vis2009/getdocument.asmx?no=256508129 |
| 10 juni 2022 13:00 | (21–15, 21–12)      |     |                    | Court 3 Domare: Rui Carvalho (POR), Charalampos Papadogoulas (GRE) Rapport: http://www.fivb.org/vis2009/getdocument.asmx?no=256508129 |

| 10 juni 2022 14:00 | Schalk – Brunner      | 1–2 | Berntsen – H. Mol | Court 3 Domare: Giovanni Bake (RSA), Carlos Rivera (PUR) Rapport: http://www.fivb.org/vis2009/getdocument.asmx?no=256508180 |
| 10 juni 2022 14:00 | (23–21, 17–21, 12–15) |     |                   | Court 3 Domare: Giovanni Bake (RSA), Carlos Rivera (PUR) Rapport: http://www.fivb.org/vis2009/getdocument.asmx?no=256508180 |

| 11 juni 2022 13:00 | Perušič – Schweiner | 2–0 | Berntsen – H. Mol | Center court Domare: Juan Saavedra (COL), Giuseppe Curto (ITA) Rapport: http://www.fivb.org/vis2009/getdocument.asmx?no=256508663 |
| 11 juni 2022 13:00 | (21–13, 21–17)      |     |                   | Center court Domare: Juan Saavedra (COL), Giuseppe Curto (ITA) Rapport: http://www.fivb.org/vis2009/getdocument.asmx?no=256508663 |

| 11 juni 2022 13:00 | Schalk – Brunner | 2–0 | Martinho – Monjane | Court 2 Domare: Charalampos Papadogoulas (GRE), Robert Leko (SRB) Rapport: http://www.fivb.org/vis2009/getdocument.asmx?no=256508661 |
| 11 juni 2022 13:00 | (21–12, 21–15)   |     |                    | Court 2 Domare: Charalampos Papadogoulas (GRE), Robert Leko (SRB) Rapport: http://www.fivb.org/vis2009/getdocument.asmx?no=256508661 |

| 13 juni 2022 17:00 | Perušič – Schweiner  | 2–1 | Schalk – Brunner | Court 2 Domare: Juan Saavedra (COL), Giuseppe Curto (ITA) Rapport: http://www.fivb.org/vis2009/getdocument.asmx?no=256509502 |
| 13 juni 2022 17:00 | (21–17, 18–21, 15–6) |     |                  | Court 2 Domare: Juan Saavedra (COL), Giuseppe Curto (ITA) Rapport: http://www.fivb.org/vis2009/getdocument.asmx?no=256509502 |

| 13 juni 2022 17:00 | Berntsen – H. Mol | 2–0 | Martinho – Monjane | Court 3 Domare: Robert Leko (SRB), Mariko Satomi (JPN) Rapport: http://www.fivb.org/vis2009/getdocument.asmx?no=256509500 |
| 13 juni 2022 17:00 | (21–18, 21–17)    |     |                    | Court 3 Domare: Robert Leko (SRB), Mariko Satomi (JPN) Rapport: http://www.fivb.org/vis2009/getdocument.asmx?no=256509500 |

### Grupp G
| Pos | Lag                 | M | V | F | P | SV | SF | SK    | BV  | BF  | BK    | Kvalificering   |
| --- | ------------------- | - | - | - | - | -- | -- | ----- | --- | --- | ----- | --------------- |
| 1   | Ermacora – Pristauz | 3 | 2 | 1 | 5 | 5  | 3  | 1,667 | 146 | 136 | 1,074 | Sextondelsfinal |
| 2   | Herrera – Gavira    | 3 | 2 | 1 | 5 | 4  | 2  | 2,000 | 126 | 113 | 1,115 | Sextondelsfinal |
| 3   | Immers – Boermans   | 3 | 2 | 1 | 5 | 4  | 3  | 1,333 | 133 | 135 | 0,985 | Sextondelsfinal |
| 4   | Wu – Ha             | 3 | 0 | 3 | 3 | 1  | 6  | 0,167 | 119 | 140 | 0,850 |                 |

1. ↑  Immers ersatte Yorick de Groot.

| 11 juni 2022 09:00 | Immers – Boermans | 2–0 | Wu – Ha | Court 3 Domare: Giseli Amantino (BRA), Maarten Ghysel (BEL) Rapport: http://www.fivb.org/vis2009/getdocument.asmx?no=256508519 |
| 11 juni 2022 09:00 | (22–20, 21–19)    |     |         | Court 3 Domare: Giseli Amantino (BRA), Maarten Ghysel (BEL) Rapport: http://www.fivb.org/vis2009/getdocument.asmx?no=256508519 |

| 11 juni 2022 09:00 | Ermacora – Pristauz | 2–0 | Herrera – Gavira | Court 2 Domare: Vincent Roche (FRA), Rui Carvalho (POR) Rapport: http://www.fivb.org/vis2009/getdocument.asmx?no=256508618 |
| 11 juni 2022 09:00 | (23–21, 21–14)      |     |                  | Court 2 Domare: Vincent Roche (FRA), Rui Carvalho (POR) Rapport: http://www.fivb.org/vis2009/getdocument.asmx?no=256508618 |

| 12 juni 2022 09:00 | Ermacora – Pristauz   | 2–1 | Wu – Ha | Court 3 Domare: Brigham Beatie (USA), Giuseppe Curto (ITA) Rapport: http://www.fivb.org/vis2009/getdocument.asmx?no=256509082 |
| 12 juni 2022 09:00 | (19–21, 21–19, 15–13) |     |         | Court 3 Domare: Brigham Beatie (USA), Giuseppe Curto (ITA) Rapport: http://www.fivb.org/vis2009/getdocument.asmx?no=256509082 |

| 12 juni 2022 10:00 | Immers – Boermans | 0–2 | Herrera – Gavira | Center court Domare: Vincent Roche (FRA), Charalampos Papadogoulas (GRE) Rapport: http://www.fivb.org/vis2009/getdocument.asmx?no=256509092 |
| 12 juni 2022 10:00 | (26–28, 16–21)    |     |                  | Center court Domare: Vincent Roche (FRA), Charalampos Papadogoulas (GRE) Rapport: http://www.fivb.org/vis2009/getdocument.asmx?no=256509092 |

| 13 juni 2022 18:00 | Immers – Boermans    | 2–1 | Ermacora – Pristauz | Court 3 Domare: Rui Carvalho (POR), Charalampos Papadogoulas (GRE) Rapport: http://www.fivb.org/vis2009/getdocument.asmx?no=256509515 |
| 13 juni 2022 18:00 | (21–18, 12–21, 15–8) |     |                     | Court 3 Domare: Rui Carvalho (POR), Charalampos Papadogoulas (GRE) Rapport: http://www.fivb.org/vis2009/getdocument.asmx?no=256509515 |

| 13 juni 2022 18:00 | Herrera – Gavira | 2–0 | Wu – Ha | Court 2 Domare: Giseli Amantino (BRA), Carlos Rivera (PUR) Rapport: http://www.fivb.org/vis2009/getdocument.asmx?no=256509513 |
| 13 juni 2022 18:00 | (21–12, 21–15)   |     |         | Court 2 Domare: Giseli Amantino (BRA), Carlos Rivera (PUR) Rapport: http://www.fivb.org/vis2009/getdocument.asmx?no=256509513 |

### Grupp H
| Pos | Lag                | M | V | F | P | SV | SF | SK    | BV  | BF  | BK    | Kvalificering    |
| --- | ------------------ | - | - | - | - | -- | -- | ----- | --- | --- | ----- | ---------------- |
| 1   | A. Mol – Sørum     | 3 | 3 | 0 | 6 | 6  | 0  | MAX   | 126 | 79  | 1,595 | Sextondelsfinal  |
| 2   | Luini – Penninga   | 3 | 2 | 1 | 5 | 4  | 2  | 2,000 | 112 | 114 | 0,982 | Sextondelsfinal  |
| 3   | Benzi – Bonifazi   | 3 | 1 | 2 | 4 | 2  | 4  | 0,500 | 99  | 118 | 0,839 | Lucky loser-möte |
| 4   | Aravena – Droguett | 3 | 0 | 3 | 3 | 0  | 6  | 0,000 | 100 | 126 | 0,794 |                  |

| 11 juni 2022 18:00 | Aravena – Droguett | 0–2 | Luini – Penninga | Court 3 Domare: Giuseppe Curto (ITA), Carlos Rivera (PUR) Rapport: http://www.fivb.org/vis2009/getdocument.asmx?no=256508906 |
| 11 juni 2022 18:00 | (17–21, 19–21)     |     |                  | Court 3 Domare: Giuseppe Curto (ITA), Carlos Rivera (PUR) Rapport: http://www.fivb.org/vis2009/getdocument.asmx?no=256508906 |

| 11 juni 2022 20:00 | A. Mol – Sørum | 2–0 | Benzi – Bonifazi | Center court Domare: Agnieszka Myszkowska (POL), Giovanni Bake (RSA) Rapport: http://www.fivb.org/vis2009/getdocument.asmx?no=256508970 |
| 11 juni 2022 20:00 | (21–11, 21–10) |     |                  | Center court Domare: Agnieszka Myszkowska (POL), Giovanni Bake (RSA) Rapport: http://www.fivb.org/vis2009/getdocument.asmx?no=256508970 |

| 12 juni 2022 18:00 | Aravena – Droguett | 0–2 | Benzi – Bonifazi | Center court Domare: Charalampos Papadogoulas (GRE), Carlos Rivera (PUR) Rapport: http://www.fivb.org/vis2009/getdocument.asmx?no=256509274 |
| 12 juni 2022 18:00 | (18–21, 15–21)     |     |                  | Center court Domare: Charalampos Papadogoulas (GRE), Carlos Rivera (PUR) Rapport: http://www.fivb.org/vis2009/getdocument.asmx?no=256509274 |

| 12 juni 2022 19:00 | A. Mol – Sørum | 2–0 | Luini – Penninga | Center court Domare: Rui Carvalho (POR), Robert Leko (SRB) Rapport: http://www.fivb.org/vis2009/getdocument.asmx?no=256509297 |
| 12 juni 2022 19:00 | (21–10, 21–17) |     |                  | Center court Domare: Rui Carvalho (POR), Robert Leko (SRB) Rapport: http://www.fivb.org/vis2009/getdocument.asmx?no=256509297 |

| 13 juni 2022 10:00 | A. Mol – Sørum | 2–0 | Aravena – Droguett | Court 2 Domare: Giuseppe Curto (ITA), Agnieszka Myszkowska (POL) Rapport: http://www.fivb.org/vis2009/getdocument.asmx?no=256509395 |
| 13 juni 2022 10:00 | (21–13, 21–18) |     |                    | Court 2 Domare: Giuseppe Curto (ITA), Agnieszka Myszkowska (POL) Rapport: http://www.fivb.org/vis2009/getdocument.asmx?no=256509395 |

| 13 juni 2022 10:00 | Luini – Penninga | 2–0 | Benzi – Bonifazi | Center court Domare: Nina Hobi (AUT), Brigham Beatie (USA) Rapport: http://www.fivb.org/vis2009/getdocument.asmx?no=256509400 |
| 13 juni 2022 10:00 | (21–16, 22–20)   |     |                  | Center court Domare: Nina Hobi (AUT), Brigham Beatie (USA) Rapport: http://www.fivb.org/vis2009/getdocument.asmx?no=256509400 |

### Grupp I
| Pos | Lag                     | M | V | F | P | SV | SF | SK    | BV  | BF  | BK    | Kvalificering    |
| --- | ----------------------- | - | - | - | - | -- | -- | ----- | --- | --- | ----- | ---------------- |
| 1   | Seidl – Waller          | 3 | 3 | 0 | 6 | 6  | 1  | 6,000 | 141 | 112 | 1,259 | Sextondelsfinal  |
| 2   | Kantor – Rudol          | 3 | 1 | 2 | 4 | 2  | 5  | 0,400 | 123 | 131 | 0,939 | Sextondelsfinal  |
| 3   | M. Grimalt – E. Grimalt | 3 | 1 | 2 | 4 | 3  | 4  | 0,750 | 127 | 132 | 0,962 | Lucky loser-möte |
| 4   | Windisch – Dal Corso    | 3 | 1 | 2 | 4 | 3  | 4  | 0,750 | 123 | 139 | 0,885 |                  |

| 11 juni 2022 17:00 | M. Grimalt – E. Grimalt | 0–2 | Windisch – Dal Corso | Center court Domare: Brigham Beatie (USA), Juan Saavedra (COL) |
| 11 juni 2022 17:00 | (17–21, 18–21)          |     |                      | Center court Domare: Brigham Beatie (USA), Juan Saavedra (COL) |

| 11 juni 2022 17:00 | Seidl – Waller | 2–0 | Kantor – Rudol | Court 2 Domare: Rui Carvalho (POR), Osvaldo Sumavil (ARG) Rapport: http://www.fivb.org/vis2009/getdocument.asmx?no=256508849 |
| 11 juni 2022 17:00 | (21–15, 21–14) |     |                | Court 2 Domare: Rui Carvalho (POR), Osvaldo Sumavil (ARG) Rapport: http://www.fivb.org/vis2009/getdocument.asmx?no=256508849 |

| 12 juni 2022 13:00 | M. Grimalt – E. Grimalt | 2–0 | Kantor – Rudol | Court 3 Domare: Giseli Amantino (BRA), Juan Saavedra (COL) Rapport: http://www.fivb.org/vis2009/getdocument.asmx?no=256509186 |
| 12 juni 2022 13:00 | (22–20, 21–16)          |     |                | Court 3 Domare: Giseli Amantino (BRA), Juan Saavedra (COL) Rapport: http://www.fivb.org/vis2009/getdocument.asmx?no=256509186 |

| 12 juni 2022 17:00 | Seidl – Waller | 2–0 | Windisch – Dal Corso | Center court Domare: Osvaldo Sumavil (ARG), Rui Carvalho (POR) |
| 12 juni 2022 17:00 | (21–13, 24–22) |     |                      | Center court Domare: Osvaldo Sumavil (ARG), Rui Carvalho (POR) |

| 13 juni 2022 11:00 | M. Grimalt – E. Grimalt | 1–2 | Seidl – Waller | Court 2 Domare: Carlos Rivera (PUR), Vincent Roche (FRA) Rapport: http://www.fivb.org/vis2009/getdocument.asmx?no=256509415 |
| 13 juni 2022 11:00 | (21–18, 15–21, 12–15)   |     |                | Court 2 Domare: Carlos Rivera (PUR), Vincent Roche (FRA) Rapport: http://www.fivb.org/vis2009/getdocument.asmx?no=256509415 |

| 13 juni 2022 11:00 | Kantor – Rudol       | 2–1 | Windisch – Dal Corso | Center court Domare: Giseli Amantino (BRA),Osvaldo Sumavil (ARG) Rapport: http://www.fivb.org/vis2009/getdocument.asmx?no=256509418 |
| 13 juni 2022 11:00 | (22–24, 21–13, 15–9) |     |                      | Center court Domare: Giseli Amantino (BRA),Osvaldo Sumavil (ARG) Rapport: http://www.fivb.org/vis2009/getdocument.asmx?no=256509418 |

### Grupp J
| Pos | Lag               | M | V | F | P | SV | SF | SK    | BV  | BF  | BK    | Kvalificering   |
| --- | ----------------- | - | - | - | - | -- | -- | ----- | --- | --- | ----- | --------------- |
| 1   | Ehlers – Wickler  | 3 | 2 | 1 | 5 | 5  | 3  | 1,667 | 149 | 139 | 1,072 | Sextondelsfinal |
| 2   | Díaz – Alayo      | 3 | 2 | 1 | 5 | 4  | 4  | 1,000 | 153 | 154 | 0,994 | Sextondelsfinal |
| 3   | McHugh – Burnett  | 3 | 1 | 2 | 4 | 3  | 4  | 0,750 | 132 | 126 | 1,048 | Sextondelsfinal |
| 4   | Hannibal – Cairus | 3 | 1 | 2 | 4 | 4  | 5  | 0,800 | 157 | 172 | 0,913 |                 |

| 11 juni 2022 15:00 | McHugh – Burnett | 2–0 | Díaz – Alayo | Court 2 Domare: Osvaldo Sumavil (ARG), Charalampos Papadogoulas (GRE) Rapport: http://www.fivb.org/vis2009/getdocument.asmx?no=256508765 |
| 11 juni 2022 15:00 | (21–15, 21–18)   |     |              | Court 2 Domare: Osvaldo Sumavil (ARG), Charalampos Papadogoulas (GRE) Rapport: http://www.fivb.org/vis2009/getdocument.asmx?no=256508765 |

| 11 juni 2022 15:00 | Ehlers – Wickler     | 2–1 | Hannibal – Cairus | Court 3 Domare: Mariko Satomi (JPN), Nina Hobi (AUT) Rapport: http://www.fivb.org/vis2009/getdocument.asmx?no=256508777 |
| 11 juni 2022 15:00 | (19–21, 21–17, 15–8) |     |                   | Court 3 Domare: Mariko Satomi (JPN), Nina Hobi (AUT) Rapport: http://www.fivb.org/vis2009/getdocument.asmx?no=256508777 |

| 12 juni 2022 14:00 | McHugh – Burnett      | 1–2 | Hannibal – Cairus | Court 3 Domare: Brigham Beatie (USA), Giuseppe Curto (ITA) Rapport: http://www.fivb.org/vis2009/getdocument.asmx?no=256509178 |
| 12 juni 2022 14:00 | (19–21, 21–15, 13–15) |     |                   | Court 3 Domare: Brigham Beatie (USA), Giuseppe Curto (ITA) Rapport: http://www.fivb.org/vis2009/getdocument.asmx?no=256509178 |

| 12 juni 2022 16:00 | Ehlers – Wickler      | 1–2 | Díaz – Alayo | Court 3 Domare: Juan Saavedra (COL), Brigham Beatie (USA) Rapport: http://www.fivb.org/vis2009/getdocument.asmx?no=256509235 |
| 12 juni 2022 16:00 | (21–18, 21–23, 10–15) |     |              | Court 3 Domare: Juan Saavedra (COL), Brigham Beatie (USA) Rapport: http://www.fivb.org/vis2009/getdocument.asmx?no=256509235 |

| 13 juni 2022 19:00 | Hannibal – Cairus     | 2–1 | Díaz – Alayo | Court 2 Domare: Vincent Roche (FRA), Maarten Ghysel (BEL) Rapport: http://www.fivb.org/vis2009/getdocument.asmx?no=256509534 |
| 13 juni 2022 19:00 | (30–28, 19–21, 11–15) |     |              | Court 2 Domare: Vincent Roche (FRA), Maarten Ghysel (BEL) Rapport: http://www.fivb.org/vis2009/getdocument.asmx?no=256509534 |

| 13 juni 2022 20:00 | McHugh – Burnett | 0–2 | Ehlers – Wickler | Center court Domare: Giuseppe Curto (ITA), Charalampos Papadogoulas (GRE) Rapport: http://www.fivb.org/vis2009/getdocument.asmx?no=256509539 |
| 13 juni 2022 20:00 | (19–21, 18–21)   |     |                  | Center court Domare: Giuseppe Curto (ITA), Charalampos Papadogoulas (GRE) Rapport: http://www.fivb.org/vis2009/getdocument.asmx?no=256509539 |

### Grupp K
| Pos | Lag                 | M | V | F | P | SV | SF | SK    | BV  | BF  | BK    | Kvalificering    |
| --- | ------------------- | - | - | - | - | -- | -- | ----- | --- | --- | ----- | ---------------- |
| 1   | Nicolai – Cottafava | 3 | 3 | 0 | 6 | 6  | 0  | MAX   | 126 | 77  | 1,636 | Sextondelsfinal  |
| 2   | Crabb – Bourne      | 3 | 2 | 1 | 5 | 4  | 2  | 2,000 | 114 | 100 | 1,140 | Sextondelsfinal  |
| 3   | Surin – Banlue      | 3 | 1 | 2 | 4 | 2  | 4  | 0,500 | 94  | 125 | 0,752 | Lucky loser-möte |
| 4   | Murray – Rivas      | 3 | 0 | 3 | 3 | 0  | 6  | 0,000 | 99  | 131 | 0,756 |                  |

1. ↑  Crabb och Bourne ersatte David Åhman och Jonatan Hellvig som drog sig ur p.g.a. skada.'"`UNIQ--ref-00000020-QINU`"'

| 11 juni 2022 18:00 | Crabb – Bourne | 2–0 | Surin – Banlue | Court 2 Domare: Charalampos Papadogoulas (GRE), Robert Leko (SRB) Rapport: http://www.fivb.org/vis2009/getdocument.asmx?no=256508897 |
| 11 juni 2022 18:00 | (21–8, 21–19)  |     |                | Court 2 Domare: Charalampos Papadogoulas (GRE), Robert Leko (SRB) Rapport: http://www.fivb.org/vis2009/getdocument.asmx?no=256508897 |

| 11 juni 2022 18:00 | Nicolai – Cottafava | 2–0 | Murray – Rivas | Center court Domare: Giseli Amantino (BRA), Agnieszka Myszkowska (POL) Rapport: http://www.fivb.org/vis2009/getdocument.asmx?no=256508913 |
| 11 juni 2022 18:00 | (21–12, 21–15)      |     |                | Center court Domare: Giseli Amantino (BRA), Agnieszka Myszkowska (POL) Rapport: http://www.fivb.org/vis2009/getdocument.asmx?no=256508913 |

| 12 juni 2022 15:00 | Crabb – Bourne | 2–0 | Murray – Rivas | Court 3 Domare: Giovanni Bake (RSA), Giseli Amantino (BRA) Rapport: http://www.fivb.org/vis2009/getdocument.asmx?no=256509205 |
| 12 juni 2022 15:00 | (21–14, 21–17) |     |                | Court 3 Domare: Giovanni Bake (RSA), Giseli Amantino (BRA) Rapport: http://www.fivb.org/vis2009/getdocument.asmx?no=256509205 |

| 12 juni 2022 20:00 | Nicolai – Cottafava | 2–0 | Surin – Banlue | Center court Domare: Brigham Beatie (USA), Giovanni Bake (RSA) Rapport: http://www.fivb.org/vis2009/getdocument.asmx?no=256509314 |
| 12 juni 2022 20:00 | (21–10, 21–10)      |     |                | Center court Domare: Brigham Beatie (USA), Giovanni Bake (RSA) Rapport: http://www.fivb.org/vis2009/getdocument.asmx?no=256509314 |

| 13 juni 2022 19:00 | Murray – Rivas | 0–2 | Surin – Banlue | Court 3 Domare: Davide Crescentini (ITA), Robert Leko (SRB) Rapport: http://www.fivb.org/vis2009/getdocument.asmx?no=256509530 |
| 13 juni 2022 19:00 | (24–26, 17–21) |     |                | Court 3 Domare: Davide Crescentini (ITA), Robert Leko (SRB) Rapport: http://www.fivb.org/vis2009/getdocument.asmx?no=256509530 |

| 13 juni 2022 22:00 | Crabb – Bourne | 0–2 | Nicolai – Cottafava | Center court Domare: Giseli Amantino (BRA), Carlos Rivera (PUR) Rapport: http://www.fivb.org/vis2009/getdocument.asmx?no=256509554 |
| 13 juni 2022 22:00 | (11–21, 19–21) |     |                     | Center court Domare: Giseli Amantino (BRA), Carlos Rivera (PUR) Rapport: http://www.fivb.org/vis2009/getdocument.asmx?no=256509554 |

### Grupp L
| Pos | Lag                    | M | V | F | P | SV | SF | SK    | BV  | BF  | BK    | Kvalificering   |
| --- | ---------------------- | - | - | - | - | -- | -- | ----- | --- | --- | ----- | --------------- |
| 1   | Nicolaidis – Carracher | 3 | 2 | 1 | 5 | 5  | 4  | 1,250 | 152 | 138 | 1,101 | Sextondelsfinal |
| 2   | Alison – Guto          | 3 | 2 | 1 | 5 | 5  | 3  | 1,667 | 149 | 128 | 1,164 | Sextondelsfinal |
| 3   | Renato – Vitor Felipe  | 3 | 2 | 1 | 5 | 5  | 3  | 1,667 | 137 | 134 | 1,022 | Sextondelsfinal |
| 4   | Mora – López           | 3 | 0 | 3 | 3 | 1  | 6  | 0,167 | 96  | 134 | 0,716 |                 |

| 11 juni 2022 10:00 | Renato – Vitor Felipe | 2–0 | Mora – López | Court 2 Domare: Osvaldo Sumavil (ARG), Charalampos Papadogoulas (GRE) Rapport: http://www.fivb.org/vis2009/getdocument.asmx?no=256508544 |
| 11 juni 2022 10:00 | (21–15, 21–14)        |     |              | Court 2 Domare: Osvaldo Sumavil (ARG), Charalampos Papadogoulas (GRE) Rapport: http://www.fivb.org/vis2009/getdocument.asmx?no=256508544 |

| 11 juni 2022 10:00 | Alison – Guto         | 2–1 | Nicolaidis – Carracher | Center court Domare: Giovanni Bake (RSA), Davide Crescentini (ITA) Rapport: http://www.fivb.org/vis2009/getdocument.asmx?no=256508559 |
| 11 juni 2022 10:00 | (19–21, 21–18, 15–10) |     |                        | Center court Domare: Giovanni Bake (RSA), Davide Crescentini (ITA) Rapport: http://www.fivb.org/vis2009/getdocument.asmx?no=256508559 |

| 12 juni 2022 11:00 | Renato – Vitor Felipe | 1–2 | Nicolaidis – Carracher | Court 3 Domare: Juan Saavedra (COL), Brigham Beatie (USA) Rapport: http://www.fivb.org/vis2009/getdocument.asmx?no=256509110 |
| 12 juni 2022 11:00 | (9–21, 21–17, 12–15)  |     |                        | Court 3 Domare: Juan Saavedra (COL), Brigham Beatie (USA) Rapport: http://www.fivb.org/vis2009/getdocument.asmx?no=256509110 |

| 12 juni 2022 12:00 | Alison – Guto | 2–0 | Mora – López | Court 3 Domare: Giuseppe Curto (ITA), Giovanni Bake (RSA) Rapport: http://www.fivb.org/vis2009/getdocument.asmx?no=256509128 |
| 12 juni 2022 12:00 | (21–17, 21–9) |     |              | Court 3 Domare: Giuseppe Curto (ITA), Giovanni Bake (RSA) Rapport: http://www.fivb.org/vis2009/getdocument.asmx?no=256509128 |

| 13 juni 2022 13:00 | Renato – Vitor Felipe | 2–1 | Alison – Guto | Center court Domare: Osvaldo Sumavil (ARG), Maarten Ghysel (BEL) Rapport: http://www.fivb.org/vis2009/getdocument.asmx?no=256509451 |
| 13 juni 2022 13:00 | (17–21, 21–18, 15–13) |     |               | Center court Domare: Osvaldo Sumavil (ARG), Maarten Ghysel (BEL) Rapport: http://www.fivb.org/vis2009/getdocument.asmx?no=256509451 |

| 13 juni 2022 13:00 | Nicolaidis – Carracher | 2–1 | Mora – López | Court 2 Domare: Agnieszka Myszkowska (POL), Carlos Rivera (PUR) Rapport: http://www.fivb.org/vis2009/getdocument.asmx?no=256509447 |
| 13 juni 2022 13:00 | (21–13, 14–21, 15–7)   |     |              | Court 2 Domare: Agnieszka Myszkowska (POL), Carlos Rivera (PUR) Rapport: http://www.fivb.org/vis2009/getdocument.asmx?no=256509447 |

### Ranking av tredjeplacerade lag
| Pos | Grp | Lag                           | M | V | F | P | SV | SF | SK    | BV  | BF  | BK    | Kvalificering      |
| --- | --- | ----------------------------- | - | - | - | - | -- | -- | ----- | --- | --- | ----- | ------------------ |
| 1   | L   | Renato – Vitor Felipe         | 3 | 2 | 1 | 5 | 5  | 3  | 1,667 | 137 | 134 | 1,022 | Sextondelsfinal    |
| 2   | G   | Immers – Boermans             | 3 | 2 | 1 | 5 | 4  | 3  | 1,333 | 133 | 135 | 0,985 | Sextondelsfinal    |
| 3   | F   | Schalk – Brunner              | 3 | 1 | 2 | 4 | 4  | 4  | 1,000 | 138 | 138 | 1,000 | Sextondelsfinal    |
| 4   | J   | McHugh – Burnett              | 3 | 1 | 2 | 4 | 3  | 4  | 0,750 | 132 | 126 | 1,048 | Sextondelsfinal    |
| 5   | D   | Krou – Gauthier-Rat           | 3 | 1 | 2 | 4 | 3  | 4  | 0,750 | 128 | 127 | 1,008 | Lucky losers-möten |
| 6   | E   | Huber – Dressler              | 3 | 1 | 2 | 4 | 3  | 4  | 0,750 | 129 | 130 | 0,992 | Lucky losers-möten |
| 7   | I   | M. Grimalt – E. Grimalt       | 3 | 1 | 2 | 4 | 3  | 4  | 0,750 | 127 | 132 | 0,962 | Lucky losers-möten |
| 8   | C   | Virgen – Sarabia              | 3 | 1 | 2 | 4 | 3  | 4  | 0,750 | 119 | 134 | 0,888 | Lucky losers-möten |
| 9   | B   | Schachter – Dearing           | 3 | 1 | 2 | 4 | 3  | 5  | 0,600 | 141 | 148 | 0,953 | Lucky losers-möten |
| 10  | A   | N. Capogrosso – T. Capogrosso | 3 | 1 | 2 | 4 | 2  | 4  | 0,500 | 102 | 111 | 0,919 | Lucky losers-möten |
| 11  | H   | Benzi – Bonifazi              | 3 | 1 | 2 | 4 | 2  | 4  | 0,500 | 99  | 118 | 0,839 | Lucky losers-möten |
| 12  | K   | Surin – Banlue                | 3 | 1 | 2 | 4 | 2  | 4  | 0,500 | 94  | 125 | 0,752 | Lucky losers-möten |

### Lucky losers-möten
| 14 juni 2022 19:00 | Krou – Gauthier-Rat   | 2–1 | Surin – Banlue | Center court Domare: Juan Saavedra (COL), Carlos Rivera (PUR) Rapport: http://www.fivb.org/vis2009/getdocument.asmx?no=256509637 |
| 14 juni 2022 19:00 | (19–21, 22–20, 16–14) |     |                | Center court Domare: Juan Saavedra (COL), Carlos Rivera (PUR) Rapport: http://www.fivb.org/vis2009/getdocument.asmx?no=256509637 |

| 14 juni 2022 20:00 | M. Grimalt – E. Grimalt | 2–1 | N. Capogrosso – T. Capogrosso | Center court Domare: Giuseppe Curto (ITA), Maarten Ghysel (BEL) Rapport: http://www.fivb.org/vis2009/getdocument.asmx?no=256509660 |
| 14 juni 2022 20:00 | (21–18, 15–21, 15–11)   |     |                               | Center court Domare: Giuseppe Curto (ITA), Maarten Ghysel (BEL) Rapport: http://www.fivb.org/vis2009/getdocument.asmx?no=256509660 |

| 14 juni 2022 21:00 | Huber – Dressler      | 2–1 | Benzi – Bonifazi | Center court Domare: Charalampos Papadogoulas (GRE), Brigham Beatie (USA) Rapport: http://www.fivb.org/vis2009/getdocument.asmx?no=256509665 |
| 14 juni 2022 21:00 | (21–15, 14–21, 15–13) |     |                  | Center court Domare: Charalampos Papadogoulas (GRE), Brigham Beatie (USA) Rapport: http://www.fivb.org/vis2009/getdocument.asmx?no=256509665 |

| 14 juni 2022 22:00 | Virgen – Sarabia | 0–2 | Schachter – Dearing | Center court Domare: Davide Crescentini (ITA), Robert Leko (SRB) Rapport: http://www.fivb.org/vis2009/getdocument.asmx?no=256509669 |
| 14 juni 2022 22:00 | (17–21, 16–21)   |     |                     | Center court Domare: Davide Crescentini (ITA), Robert Leko (SRB) Rapport: http://www.fivb.org/vis2009/getdocument.asmx?no=256509669 |

## Slutspel

### Spelschema
|  | Round of 32               | Round of 32            |                         |     | Round of 16      | Round of 16 |         |         | Kvartsfinaler | Kvartsfinaler |  |  | Semifinaler | Semifinaler |  |  | Final | Final |
|  |                           |                        |                         |     |                  |             |         |         |               |               |  |  |             |             |  |  |       |       |
|  | 15 juni                   |                        |                         |     |                  |             |         |         |               |               |  |  |             |             |  |  |       |       |
|  |                           |                        |                         |     |                  |             |         |         |               |               |  |  |             |             |  |  |       |       |
|  | Carambula – Rossi         | 0                      |                         |     |                  |             |         |         |               |               |  |  |             |             |  |  |       |       |
|  | Carambula – Rossi         | 0                      | 16 juni                 |     |                  |             |         |         |               |               |  |  |             |             |  |  |       |       |
|  | M. Grimalt – E. Grimalt   | 2                      |                         |     |                  |             |         |         |               |               |  |  |             |             |  |  |       |       |
|  | M. Grimalt – E. Grimalt   | 2                      | M. Grimalt – E. Grimalt | 0   |                  |             |         |         |               |               |  |  |             |             |  |  |       |       |
|  | 15 juni                   |                        | M. Grimalt – E. Grimalt | 0   |                  |             |         |         |               |               |  |  |             |             |  |  |       |       |
|  |                           | Alison – Guto          | 2                       |     |                  |             |         |         |               |               |  |  |             |             |  |  |       |       |
|  | Alison – Guto             | Alison – Guto          | 2                       | 2   |                  |             |         |         |               |               |  |  |             |             |  |  |       |       |
|  | Alison – Guto             |                        | 17 juni                 | 2   |                  |             |         |         |               |               |  |  |             |             |  |  |       |       |
|  | Herrera – Gavira          | 0                      |                         |     |                  |             |         |         |               |               |  |  |             |             |  |  |       |       |
|  | Herrera – Gavira          | 0                      | Alison – Guto           | 0   |                  |             |         |         |               |               |  |  |             |             |  |  |       |       |
|  | 15 juni                   |                        | Alison – Guto           | 0   |                  |             |         |         |               |               |  |  |             |             |  |  |       |       |
|  |                           | A. Mol – Sørum         | 2                       |     |                  |             |         |         |               |               |  |  |             |             |  |  |       |       |
|  | Seidl – Waller            | A. Mol – Sørum         | 2                       | 2   |                  |             |         |         |               |               |  |  |             |             |  |  |       |       |
|  | Seidl – Waller            | 16 juni                |                         | 2   |                  |             |         |         |               |               |  |  |             |             |  |  |       |       |
|  | Sander – Crabb            | 1                      |                         |     |                  |             |         |         |               |               |  |  |             |             |  |  |       |       |
|  | Sander – Crabb            | 1                      | Seidl – Waller          | 1   |                  |             |         |         |               |               |  |  |             |             |  |  |       |       |
|  | 15 juni                   |                        | Seidl – Waller          | 1   |                  |             |         |         |               |               |  |  |             |             |  |  |       |       |
|  |                           | A. Mol – Sørum         | 2                       |     |                  |             |         |         |               |               |  |  |             |             |  |  |       |       |
|  | Immers – Boermans         | A. Mol – Sørum         | 2                       | 0   |                  |             |         |         |               |               |  |  |             |             |  |  |       |       |
|  | Immers – Boermans         |                        | 18 juni                 | 0   |                  |             |         |         |               |               |  |  |             |             |  |  |       |       |
|  | A. Mol – Sørum            | 2                      |                         |     |                  |             |         |         |               |               |  |  |             |             |  |  |       |       |
|  | A. Mol – Sørum            | 2                      | A. Mol – Sørum          | 2   |                  |             |         |         |               |               |  |  |             |             |  |  |       |       |
|  | 15 juni                   |                        | A. Mol – Sørum          | 2   |                  |             |         |         |               |               |  |  |             |             |  |  |       |       |
|  |                           | André – George         | 0                       |     |                  |             |         |         |               |               |  |  |             |             |  |  |       |       |
|  | André – George            | André – George         | 0                       | 2   |                  |             |         |         |               |               |  |  |             |             |  |  |       |       |
|  | André – George            | 16 juni                |                         | 2   |                  |             |         |         |               |               |  |  |             |             |  |  |       |       |
|  | McHugh – Burnett          | 0                      |                         |     |                  |             |         |         |               |               |  |  |             |             |  |  |       |       |
|  | McHugh – Burnett          | 0                      | André – George          | 2   |                  |             |         |         |               |               |  |  |             |             |  |  |       |       |
|  | 15 juni                   |                        | André – George          | 2   |                  |             |         |         |               |               |  |  |             |             |  |  |       |       |
|  |                           | Nicolaidis – Carracher | 0                       |     |                  |             |         |         |               |               |  |  |             |             |  |  |       |       |
|  | Berntsen – H. Mol         | Nicolaidis – Carracher | 0                       | 0   |                  |             |         |         |               |               |  |  |             |             |  |  |       |       |
|  | Berntsen – H. Mol         |                        | 17 juni                 | 0   |                  |             |         |         |               |               |  |  |             |             |  |  |       |       |
|  | Nicolaidis – Carracher    | 2                      |                         |     |                  |             |         |         |               |               |  |  |             |             |  |  |       |       |
|  | Nicolaidis – Carracher    | 2                      | André – George          | 2   |                  |             |         |         |               |               |  |  |             |             |  |  |       |       |
|  | 15 juni                   |                        | André – George          | 2   |                  |             |         |         |               |               |  |  |             |             |  |  |       |       |
|  |                           | Bruno Schmidt – Saymon | 0                       |     |                  |             |         |         |               |               |  |  |             |             |  |  |       |       |
|  | Bruno Schmidt – Saymon    | Bruno Schmidt – Saymon | 0                       | 2   |                  |             |         |         |               |               |  |  |             |             |  |  |       |       |
|  | Bruno Schmidt – Saymon    | 16 juni                |                         | 2   |                  |             |         |         |               |               |  |  |             |             |  |  |       |       |
|  | Samoilovs – Šmēdiņš       | 0                      |                         |     |                  |             |         |         |               |               |  |  |             |             |  |  |       |       |
|  | Samoilovs – Šmēdiņš       | 0                      | Bruno Schmidt – Saymon  | 2   |                  |             |         |         |               |               |  |  |             |             |  |  |       |       |
|  | 15 juni                   |                        | Bruno Schmidt – Saymon  | 2   |                  |             |         |         |               |               |  |  |             |             |  |  |       |       |
|  |                           | Cherif – Ahmed         | 0                       |     |                  |             |         |         |               |               |  |  |             |             |  |  |       |       |
|  | Huber – Dressler          | Cherif – Ahmed         | 0                       | 0   |                  |             |         |         |               |               |  |  |             |             |  |  |       |       |
|  | Huber – Dressler          |                        | 19 juni                 | 0   |                  |             |         |         |               |               |  |  |             |             |  |  |       |       |
|  | Cherif – Ahmed            | 2                      |                         |     |                  |             |         |         |               |               |  |  |             |             |  |  |       |       |
|  | Cherif – Ahmed            | 2                      | A. Mol – Sørum          | 2   |                  |             |         |         |               |               |  |  |             |             |  |  |       |       |
|  | 15 juni                   |                        | A. Mol – Sørum          | 2   |                  |             |         |         |               |               |  |  |             |             |  |  |       |       |
|  |                           | Renato – Vitor Felipe  | 0                       |     |                  |             |         |         |               |               |  |  |             |             |  |  |       |       |
|  | Nõlvak – Tiisaar          | Renato – Vitor Felipe  | 0                       | 2   |                  |             |         |         |               |               |  |  |             |             |  |  |       |       |
|  | Nõlvak – Tiisaar          | 16 juni                |                         | 2   |                  |             |         |         |               |               |  |  |             |             |  |  |       |       |
|  | Schachter – Dearing       | 0                      |                         |     |                  |             |         |         |               |               |  |  |             |             |  |  |       |       |
|  | Schachter – Dearing       | 0                      | Nõlvak – Tiisaar        | w/o |                  |             |         |         |               |               |  |  |             |             |  |  |       |       |
|  | 15 juni                   |                        | Nõlvak – Tiisaar        | w/o |                  |             |         |         |               |               |  |  |             |             |  |  |       |       |
|  |                           | Crabb – Bourne         |                         |     |                  |             |         |         |               |               |  |  |             |             |  |  |       |       |
|  | Crabb – Bourne            | 2                      |                         |     |                  |             |         |         |               |               |  |  |             |             |  |  |       |       |
|  | Crabb – Bourne            | 2                      | 17 juni                 |     |                  |             |         |         |               |               |  |  |             |             |  |  |       |       |
|  | Luini – Penninga          | 1                      |                         |     |                  |             |         |         |               |               |  |  |             |             |  |  |       |       |
|  | Luini – Penninga          | 1                      | Nõlvak – Tiisaar        | 0   |                  |             |         |         |               |               |  |  |             |             |  |  |       |       |
|  | 15 juni                   |                        | Nõlvak – Tiisaar        | 0   |                  |             |         |         |               |               |  |  |             |             |  |  |       |       |
|  |                           | Renato – Vitor Felipe  | 2                       |     |                  |             |         |         |               |               |  |  |             |             |  |  |       |       |
|  | Nicolai – Cottafava       | Renato – Vitor Felipe  | 2                       | 2   |                  |             |         |         |               |               |  |  |             |             |  |  |       |       |
|  | Nicolai – Cottafava       | 16 juni                |                         | 2   |                  |             |         |         |               |               |  |  |             |             |  |  |       |       |
|  | Díaz – Alayo              | 0                      |                         |     |                  |             |         |         |               |               |  |  |             |             |  |  |       |       |
|  | Díaz – Alayo              | 0                      | Nicolai – Cottafava     | 1   |                  |             |         |         |               |               |  |  |             |             |  |  |       |       |
|  | 15 juni                   |                        | Nicolai – Cottafava     | 1   |                  |             |         |         |               |               |  |  |             |             |  |  |       |       |
|  |                           | Renato – Vitor Felipe  | 2                       |     |                  |             |         |         |               |               |  |  |             |             |  |  |       |       |
|  | Renato – Vitor Felipe     | Renato – Vitor Felipe  | 2                       | 2   |                  |             |         |         |               |               |  |  |             |             |  |  |       |       |
|  | Renato – Vitor Felipe     |                        | 18 juni                 | 2   |                  |             |         |         |               |               |  |  |             |             |  |  |       |       |
|  | Perušič – Schweiner       | 1                      |                         |     |                  |             |         |         |               |               |  |  |             |             |  |  |       |       |
|  | Perušič – Schweiner       | 1                      | Renato – Vitor Felipe   | 2   |                  |             |         |         |               |               |  |  |             |             |  |  |       |       |
|  | 15 juni                   |                        | Renato – Vitor Felipe   | 2   |                  |             |         |         |               |               |  |  |             |             |  |  |       |       |
|  |                           | Schalk – Brunner       | 0                       |     | Bronsmatch       | Bronsmatch  |         |         |               |               |  |  |             |             |  |  |       |       |
|  | Ermacora – Pristauz       | Schalk – Brunner       | 0                       | 1   | Bronsmatch       | Bronsmatch  |         |         |               |               |  |  |             |             |  |  |       |       |
|  | Ermacora – Pristauz       | 16 juni                | 16 juni                 | 1   |                  |             | 19 juni | 19 juni |               |               |  |  |             |             |  |  |       |       |
|  | Schalk – Brunner          | 16 juni                | 16 juni                 | 2   |                  |             | 19 juni | 19 juni |               |               |  |  |             |             |  |  |       |       |
|  | Schalk – Brunner          | Schalk – Brunner       | 2                       | 2   | André – George   | 2           |         |         |               |               |  |  |             |             |  |  |       |       |
|  | 15 juni                   | Schalk – Brunner       | 2                       |     | André – George   | 2           |         |         |               |               |  |  |             |             |  |  |       |       |
|  |                           | Kantor – Rudol         | 1                       |     | Schalk – Brunner | 1           |         |         |               |               |  |  |             |             |  |  |       |       |
|  | Kantor – Rudol            | Kantor – Rudol         | 1                       | 2   | Schalk – Brunner | 1           |         |         |               |               |  |  |             |             |  |  |       |       |
|  | Kantor – Rudol            |                        | 17 juni                 | 2   |                  |             |         |         |               |               |  |  |             |             |  |  |       |       |
|  | Ehlers – Wickler          | 0                      |                         |     |                  |             |         |         |               |               |  |  |             |             |  |  |       |       |
|  | Ehlers – Wickler          | 0                      | Schalk – Brunner        | 2   |                  |             |         |         |               |               |  |  |             |             |  |  |       |       |
|  | 15 juni                   |                        | Schalk – Brunner        | 2   |                  |             |         |         |               |               |  |  |             |             |  |  |       |       |
|  |                           | Brouwer – Meeuwsen     | 1                       |     |                  |             |         |         |               |               |  |  |             |             |  |  |       |       |
|  | Brouwer – Meeuwsen        | Brouwer – Meeuwsen     | 1                       | 2   |                  |             |         |         |               |               |  |  |             |             |  |  |       |       |
|  | Brouwer – Meeuwsen        | 16 juni                |                         | 2   |                  |             |         |         |               |               |  |  |             |             |  |  |       |       |
|  | Varenhorst – Van de Velde | 0                      |                         |     |                  |             |         |         |               |               |  |  |             |             |  |  |       |       |
|  | Varenhorst – Van de Velde | 0                      | Brouwer – Meeuwsen      | 2   |                  |             |         |         |               |               |  |  |             |             |  |  |       |       |
|  | 15 juni                   |                        | Brouwer – Meeuwsen      | 2   |                  |             |         |         |               |               |  |  |             |             |  |  |       |       |
|  |                           | Lupo – Ranghieri       | 0                       |     |                  |             |         |         |               |               |  |  |             |             |  |  |       |       |
|  | Krou – Gauthier-Rat       | Lupo – Ranghieri       | 0                       | 0   |                  |             |         |         |               |               |  |  |             |             |  |  |       |       |
|  | Krou – Gauthier-Rat       |                        |                         | 0   |                  |             |         |         |               |               |  |  |             |             |  |  |       |       |
|  | Lupo – Ranghieri          | 2                      |                         |     |                  |             |         |         |               |               |  |  |             |             |  |  |       |       |
|  | Lupo – Ranghieri          | 2                      |                         |     |                  |             |         |         |               |               |  |  |             |             |  |  |       |       |

### Sextondelsfinal
| 15 juni 2022 09:00 | André – George | 2–0 | McHugh – Burnett | Center court Domare: Davide Crescentini (ITA), Giuseppe Curto (ITA) Rapport: http://www.fivb.org/vis2009/getdocument.asmx?no=256509690 |
| 15 juni 2022 09:00 | (21–18, 21–15) |     |                  | Center court Domare: Davide Crescentini (ITA), Giuseppe Curto (ITA) Rapport: http://www.fivb.org/vis2009/getdocument.asmx?no=256509690 |

| 15 juni 2022 09:00 | Berntsen – H. Mol | 0–2 | Nicolaidis – Carracher | Court 2 Domare: Carlos Rivera (PUR), Vincent Roche (FRA) Rapport: http://www.fivb.org/vis2009/getdocument.asmx?no=256509688 |
| 15 juni 2022 09:00 | (17–21, 16–21)    |     |                        | Court 2 Domare: Carlos Rivera (PUR), Vincent Roche (FRA) Rapport: http://www.fivb.org/vis2009/getdocument.asmx?no=256509688 |

| 15 juni 2022 10:00 | Seidl – Waller       | 2–1 | Sander – Crabb | Court 2 Domare: Juan Saavedra (COL), Giseli Amantino (BRA) Rapport: http://www.fivb.org/vis2009/getdocument.asmx?no=256509719 |
| 15 juni 2022 10:00 | (17–25, 21–15, 15–9) |     |                | Court 2 Domare: Juan Saavedra (COL), Giseli Amantino (BRA) Rapport: http://www.fivb.org/vis2009/getdocument.asmx?no=256509719 |

| 15 juni 2022 10:00 | Immers – Boermans | 0–2 | A. Mol – Sørum | Center court Domare: Giovanni Bake (RSA), Agnieszka Myszkowska (POL) Rapport: http://www.fivb.org/vis2009/getdocument.asmx?no=256509712 |
| 15 juni 2022 10:00 | (18–21, 17–21)    |     |                | Center court Domare: Giovanni Bake (RSA), Agnieszka Myszkowska (POL) Rapport: http://www.fivb.org/vis2009/getdocument.asmx?no=256509712 |

| 15 juni 2022 11:00 | Bruno Schmidt – Saymon | 2–0 | Samoilovs – Šmēdiņš | Center court Domare: Giuseppe Curto (ITA), Brigham Beatie (USA) Rapport: http://www.fivb.org/vis2009/getdocument.asmx?no=256509729 |
| 15 juni 2022 11:00 | (21–19, 29–27)         |     |                     | Center court Domare: Giuseppe Curto (ITA), Brigham Beatie (USA) Rapport: http://www.fivb.org/vis2009/getdocument.asmx?no=256509729 |

| 15 juni 2022 12:00 | Kantor – Rudol | 2–0 | Ehlers – Wickler | Court 2 Domare: Vincent Roche (FRA), Juan Saavedra (COL) Rapport: http://www.fivb.org/vis2009/getdocument.asmx?no=256509748 |
| 15 juni 2022 12:00 | (21–19, 21–19) |     |                  | Court 2 Domare: Vincent Roche (FRA), Juan Saavedra (COL) Rapport: http://www.fivb.org/vis2009/getdocument.asmx?no=256509748 |

| 15 juni 2022 13:00 | Ermacora – Pristauz   | 1–2 | Schalk – Brunner | Court 2 Domare: Giseli Amantino (BRA), Osvaldo Sumavil (ARG) Rapport: http://www.fivb.org/vis2009/getdocument.asmx?no=256509765 |
| 15 juni 2022 13:00 | (21–17, 18–21, 12–15) |     |                  | Court 2 Domare: Giseli Amantino (BRA), Osvaldo Sumavil (ARG) Rapport: http://www.fivb.org/vis2009/getdocument.asmx?no=256509765 |

| 15 juni 2022 14:00 | Crabb – Bourne        | 2–1 | Luini – Penninga | Court 3 Domare: Maarten Ghysel (BEL), Nina Hobi (AUT) Rapport: http://www.fivb.org/vis2009/getdocument.asmx?no=256509786 |
| 15 juni 2022 14:00 | (18–21, 21–19, 15–10) |     |                  | Court 3 Domare: Maarten Ghysel (BEL), Nina Hobi (AUT) Rapport: http://www.fivb.org/vis2009/getdocument.asmx?no=256509786 |

| 15 juni 2022 14:00 | Renato – Vitor Felipe | 2–1 | Perušič – Schweiner | Court 2 Domare: Carlos Rivera (PUR), Vincent Roche (FRA) Rapport: http://www.fivb.org/vis2009/getdocument.asmx?no=256509796 |
| 15 juni 2022 14:00 | (18–21, 21–15, 15–13) |     |                     | Court 2 Domare: Carlos Rivera (PUR), Vincent Roche (FRA) Rapport: http://www.fivb.org/vis2009/getdocument.asmx?no=256509796 |

| 15 juni 2022 15:00 | Brouwer – Meeuwsen | 2–0 | Varenhorst – Van de Velde | Court 2 Domare: Juan Saavedra (COL), Giseli Amantino (BRA) Rapport: http://www.fivb.org/vis2009/getdocument.asmx?no=256509811 |
| 15 juni 2022 15:00 | (21–17, 21–14)     |     |                           | Court 2 Domare: Juan Saavedra (COL), Giseli Amantino (BRA) Rapport: http://www.fivb.org/vis2009/getdocument.asmx?no=256509811 |

| 15 juni 2022 16:00 | Alison – Guto  | 2–0 | Herrera – Gavira | Court 2 Domare: Osvaldo Sumavil (ARG), Carlos Rivera (PUR) Rapport: http://www.fivb.org/vis2009/getdocument.asmx?no=256509823 |
| 15 juni 2022 16:00 | (21–19, 21–18) |     |                  | Court 2 Domare: Osvaldo Sumavil (ARG), Carlos Rivera (PUR) Rapport: http://www.fivb.org/vis2009/getdocument.asmx?no=256509823 |

| 15 juni 2022 17:00 | Nõlvak – Tiisaar | 2–0 | Schachter – Dearing | Court 3 Domare: Nina Hobi (AUT), Rui Carvalho (POR) Rapport: http://www.fivb.org/vis2009/getdocument.asmx?no=256509832 |
| 15 juni 2022 17:00 | (21–18, 21–16)   |     |                     | Court 3 Domare: Nina Hobi (AUT), Rui Carvalho (POR) Rapport: http://www.fivb.org/vis2009/getdocument.asmx?no=256509832 |

| 15 juni 2022 19:00 | Huber – Dressler | 0–2 | Cherif – Ahmed | Court 2 Domare: Brigham Beatie (USA), Giuseppe Curto (ITA) Rapport: http://www.fivb.org/vis2009/getdocument.asmx?no=256509848 |
| 15 juni 2022 19:00 | (15–21, 22–24)   |     |                | Court 2 Domare: Brigham Beatie (USA), Giuseppe Curto (ITA) Rapport: http://www.fivb.org/vis2009/getdocument.asmx?no=256509848 |

| 15 juni 2022 20:00 | Carambula – Rossi | 0–2 | M. Grimalt – E. Grimalt | Center court Domare: Charalampos Papadogoulas (GRE), Carlos Rivera (PUR) Rapport: http://www.fivb.org/vis2009/getdocument.asmx?no=256509861 |
| 15 juni 2022 20:00 | (17–21, 18–21)    |     |                         | Center court Domare: Charalampos Papadogoulas (GRE), Carlos Rivera (PUR) Rapport: http://www.fivb.org/vis2009/getdocument.asmx?no=256509861 |

| 15 juni 2022 21:00 | Nicolai – Cottafava | 2–0 | Díaz – Alayo | Center court Domare: Maarten Ghysel (BEL), Giseli Amantino (BRA) Rapport: http://www.fivb.org/vis2009/getdocument.asmx?no=256509868 |
| 15 juni 2022 21:00 | (21–18, 21–18)      |     |              | Center court Domare: Maarten Ghysel (BEL), Giseli Amantino (BRA) Rapport: http://www.fivb.org/vis2009/getdocument.asmx?no=256509868 |

| 15 juni 2022 22:00 | Krou – Gauthier-Rat | 0–2 | Lupo – Ranghieri | Center court Domare: Carlos Rivera (PUR), Nina Hobi (AUT) Rapport: http://www.fivb.org/vis2009/getdocument.asmx?no=256509877 |
| 15 juni 2022 22:00 | (18–21, 17–21)      |     |                  | Center court Domare: Carlos Rivera (PUR), Nina Hobi (AUT) Rapport: http://www.fivb.org/vis2009/getdocument.asmx?no=256509877 |

### Åttondelsfinal
| 16 juni 2022 11:00 | André – George | 2–0 | Nicolaidis – Carracher | Center court Domare: Robert Leko (SRB), Giuseppe Curto (ITA) Rapport: http://www.fivb.org/vis2009/getdocument.asmx?no=256509961 |
| 16 juni 2022 11:00 | (21–15, 21–15) |     |                        | Center court Domare: Robert Leko (SRB), Giuseppe Curto (ITA) Rapport: http://www.fivb.org/vis2009/getdocument.asmx?no=256509961 |

| 16 juni 2022 12:15 | Schalk – Brunner      | 2–1 | Kantor – Rudol | Court 2 Domare: Maarten Ghysel (BEL), Osvaldo Sumavil (ARG) Rapport: http://www.fivb.org/vis2009/getdocument.asmx?no=256509998 |
| 16 juni 2022 12:15 | (20–22, 21–17, 15–11) |     |                | Court 2 Domare: Maarten Ghysel (BEL), Osvaldo Sumavil (ARG) Rapport: http://www.fivb.org/vis2009/getdocument.asmx?no=256509998 |

| 16 juni 2022 13:00 | Seidl – Waller       | 1–2 | A. Mol – Sørum | Center court Domare: Brigham Beatie (USA), Giovanni Bake (RSA) Rapport: http://www.fivb.org/vis2009/getdocument.asmx?no=256510020 |
| 16 juni 2022 13:00 | (21–18, 18–21, 9–15) |     |                | Center court Domare: Brigham Beatie (USA), Giovanni Bake (RSA) Rapport: http://www.fivb.org/vis2009/getdocument.asmx?no=256510020 |

| 16 juni 2022 14:00 | Nõlvak – Tiisaar | w/o | Crabb – Bourne | Court 2 |
| 16 juni 2022 14:00 |                  |     |                | Court 2 |

| 16 juni 2022 19:00 | Bruno Schmidt – Saymon | 2–0 | Cherif – Ahmed | Court 2 Domare: Davide Crescentini (ITA), Rui Carvalho (POR) Rapport: http://www.fivb.org/vis2009/getdocument.asmx?no=256510096 |
| 16 juni 2022 19:00 | (21–19, 21–19)         |     |                | Court 2 Domare: Davide Crescentini (ITA), Rui Carvalho (POR) Rapport: http://www.fivb.org/vis2009/getdocument.asmx?no=256510096 |

| 16 juni 2022 20:00 | M. Grimalt – E. Grimalt | 0–2 | Alison – Guto | Center court Domare: Giuseppe Curto (ITA), Osvaldo Sumavil (ARG) Rapport: http://www.fivb.org/vis2009/getdocument.asmx?no=256510107 |
| 16 juni 2022 20:00 | (22–24, 17–21)          |     |               | Center court Domare: Giuseppe Curto (ITA), Osvaldo Sumavil (ARG) Rapport: http://www.fivb.org/vis2009/getdocument.asmx?no=256510107 |

| 16 juni 2022 21:00 | Nicolai – Cottafava   | 1–2 | Renato – Vitor Felipe | Center court Domare: Charalampos Papadogoulas (GRE), Carlos Rivera (PUR) Rapport: http://www.fivb.org/vis2009/getdocument.asmx?no=256510118 |
| 16 juni 2022 21:00 | (21–11, 19–21, 13–15) |     |                       | Center court Domare: Charalampos Papadogoulas (GRE), Carlos Rivera (PUR) Rapport: http://www.fivb.org/vis2009/getdocument.asmx?no=256510118 |

| 16 juni 2022 22:00 | Brouwer – Meeuwsen | 2–0 | Lupo – Ranghieri | Center court Rapport: http://www.fivb.org/vis2009/getdocument.asmx?no=256510123 |
| 16 juni 2022 22:00 | (21–18, 21–13)     |     |                  | Center court Rapport: http://www.fivb.org/vis2009/getdocument.asmx?no=256510123 |

### Kvartsfinaler
| 17 juni 2022 13:00 | André – George | 2–0 | Bruno Schmidt – Saymon | Center court Domare: Osvaldo Sumavil (ARG), Agnieszka Myszkowska (POL) Rapport: http://www.fivb.org/vis2009/getdocument.asmx?no=256510260 |
| 17 juni 2022 13:00 | (21–17, 23–21) |     |                        | Center court Domare: Osvaldo Sumavil (ARG), Agnieszka Myszkowska (POL) Rapport: http://www.fivb.org/vis2009/getdocument.asmx?no=256510260 |

| 17 juni 2022 19:00 | Alison – Guto  | 0–2 | A. Mol – Sørum | Center court Domare: Charalampos Papadogoulas (GRE), Maarten Ghysel (BEL) Rapport: http://www.fivb.org/vis2009/getdocument.asmx?no=256510317 |
| 17 juni 2022 19:00 | (21–23, 13–21) |     |                | Center court Domare: Charalampos Papadogoulas (GRE), Maarten Ghysel (BEL) Rapport: http://www.fivb.org/vis2009/getdocument.asmx?no=256510317 |

| 17 juni 2022 21:00 | Nõlvak – Tiisaar | 0–2 | Renato – Vitor Felipe | Center court Domare: Brigham Beatie (USA), Juan Saavedra (COL) Rapport: http://www.fivb.org/vis2009/getdocument.asmx?no=256510331 |
| 17 juni 2022 21:00 | (18–21, 15–21)   |     |                       | Center court Domare: Brigham Beatie (USA), Juan Saavedra (COL) Rapport: http://www.fivb.org/vis2009/getdocument.asmx?no=256510331 |

| 17 juni 2022 22:00 | Schalk – Brunner      | 2–1 | Brouwer – Meeuwsen | Center court Domare: Rui Carvalho (POR), Vincent Roche (FRA) Rapport: http://www.fivb.org/vis2009/getdocument.asmx?no=256510335 |
| 17 juni 2022 22:00 | (21–16, 16–21, 15–12) |     |                    | Center court Domare: Rui Carvalho (POR), Vincent Roche (FRA) Rapport: http://www.fivb.org/vis2009/getdocument.asmx?no=256510335 |

### Semifinaler
| 18 juni 2022 17:15 | Renato – Vitor Felipe | 2–0 | Schalk – Brunner | Center court Domare: Charalampos Papadogoulas (GRE), Vincent Roche (FRA) Rapport: http://www.fivb.org/vis2009/getdocument.asmx?no=256510487 |
| 18 juni 2022 17:15 | (21–17, 21–19)        |     |                  | Center court Domare: Charalampos Papadogoulas (GRE), Vincent Roche (FRA) Rapport: http://www.fivb.org/vis2009/getdocument.asmx?no=256510487 |

| 18 juni 2022 21:15 | A. Mol – Sørum | 2–0 | André – George | Center court Domare: Davide Crescentini (ITA), Maarten Ghysel (BEL) Rapport: http://www.fivb.org/vis2009/getdocument.asmx?no=256510512 |
| 18 juni 2022 21:15 | (21–14, 21–18) |     |                | Center court Domare: Davide Crescentini (ITA), Maarten Ghysel (BEL) Rapport: http://www.fivb.org/vis2009/getdocument.asmx?no=256510512 |

### Match om tredjepris
| 19 juni 2022 17:15 | André – George        | 2–1 | Schalk – Brunner | Center court Domare: Osvaldo Sumavil (ARG), Rui Carvalho (POR) |
| 19 juni 2022 17:15 | (15–21, 21–17, 15–11) |     |                  | Center court Domare: Osvaldo Sumavil (ARG), Rui Carvalho (POR) |

### Final
| 19 juni 2022 21:15 | A. Mol – Sørum | 2–0 | Renato – Vitor Felipe | Center court Domare: Charalampos Papadogoulas (GRE), Davide Crescentini (ITA) Rapport: http://www.fivb.org/vis2009/getdocument.asmx?no=256510669 |
| 19 juni 2022 21:15 | (21–15, 21–16) |     |                       | Center court Domare: Charalampos Papadogoulas (GRE), Davide Crescentini (ITA) Rapport: http://www.fivb.org/vis2009/getdocument.asmx?no=256510669 |

## Slutplaceringar
| Pos. | Lag                           |
| ---- | ----------------------------- |
|      | A. Mol – Sørum                |
|      | Renato – Vitor Felipe         |
|      | André – George                |
| 4    | Schalk – Brunner              |
| 5    | Alison – Guto                 |
| 5    | Bruno Schmidt – Saymon        |
| 5    | Nõlvak – Tiisaar              |
| 5    | Brouwer – Meeuwsen            |
| 9    | Nicolaidis – Carracher        |
| 9    | Seidl – Waller                |
| 9    | M. Grimalt – E. Grimalt       |
| 9    | Nicolai – Cottafava           |
| 9    | Kantor – Rudol                |
| 9    | Cherif – Ahmed                |
| 9    | Crabb – Bourne                |
| 9    | Lupo – Ranghieri              |
| 17   | McHugh – Burnett              |
| 17   | Ermacora – Pristauz           |
| 17   | Huber – Dressler              |
| 17   | Schachter – Dearing           |
| 17   | Díaz – Alayo                  |
| 17   | Perušič – Schweiner           |
| 17   | Herrera – Gavira              |
| 17   | Krou – Gauthier-Rat           |
| 17   | Ehlers – Wickler              |
| 17   | Carambula – Rossi             |
| 17   | Samoilovs – Šmēdiņš           |
| 17   | Immers – Boermans             |
| 17   | Luini – Penninga              |
| 17   | Varenhorst – Van de Velde     |
| 17   | Berntsen – H. Mol             |
| 17   | Sander – Crabb                |
| 33   | N. Capogrosso – T. Capogrosso |
| 33   | Benzi – Bonifazi              |
| 33   | Virgen – Sarabia              |
| 33   | Surin – Banlue                |
| 37   | Aravena – Droguett            |
| 37   | Wu – Ha                       |
| 37   | Murray – Rivas                |
| 37   | Jawo – Jarra                  |
| 37   | Salemi – Vakili               |
| 37   | Windisch – Dal Corso          |
| 37   | Abicha – El Gharouti          |
| 37   | Martinho – Monjane            |
| 37   | Mora – López                  |
| 37   | Gonzalo – Roger               |
| 37   | Bryl – Łosiak                 |
| 37   | Hannibal – Cairus             |